# José Luis Ugarte
José Luis Ugarte  (Las Arenas, Guecho; 6 de noviembre de 1928 - 27 de julio de 2008) fue un regatista español.
Nacido en Guecho, hace la mili en la fragata Martín Alonso Pinzón. Posteriormente, después de estudiar Náutica, navega en la marina mercante española e inglesa. Después de un tiempo desembarca en Liverpool, donde se casa y se establece. Allí monta un negocio como provisionista de barcos.
Compra un viejo pesquero averiado de vela, el Orion. Se lo lleva a Bilbao, realizando su primera travesía en solitario. En esta travesía descubre su amor por la navegación en solitario, descubriendo las dificultades que entraña.
Comenzó a competir en 1979. Su primera regata fue la Falmouth-Azores-Falmouth, conocida como AZAB (Azores and Back Race) en 1979. Recorrió 2400 millas, acabando en segundo lugar, lo que le vale para participar el siguiente año en la OSTAR (Observer Single-Handed Trans-Atlantic Race) de 1980. Consistía en recorrer 3000 millas del Atlántico Norte en ceñida, desde Plymouth hasta Newport, en Estados Unidos. La desgracia quiso que se le partiera el estay de proa a su velero, llamado «Northwind», cuando iba en primera posición, lo que le obligó a desviarse a las Azores para reparar la avería. En 1984 regresó a esta regata, quedando tercero. En 1987 ganó la AZAB, y en 1988 obtuvo un meritorio tercer puesto en monocascos en la CSTAR (Carlsberg Single-handed Trans-Atlantic Race ).
Su primera vuelta al mundo fue en la BOC Challenge de 1990-91, en la que finalizó noveno, siendo el primer español en realizarla. Luego termina la edición de 1992-93 de la Vendée Globe en sexta posición, con 64 años, camino de los 65. Entró en la meta en el puerto francés de Les Sables-d'Olonne con su destartalado «Euskadi Europa 93» a los 135 días de su salida. Ni siquiera el apoteósico recibimiento, que le brindó una multitud que aguantó estoicamente el mal tiempo para agasajarle, libró de su cabeza los terribles momentos vividos, que se fueron conociendo con cuentagotas. Dos compañeros de regata muertos, una vía de agua en su barco que le hizo pensar seria y fríamente en la muerte, escasez de víveres y la ausencia total de viento que le retuvo siete días en el Ecuador y que estuvo a punto de acabar con él psicológicamente, llevaron a Ugarte a expresarse con meridiana claridad, en medio del gentío, tras el abrazo con su mujer Edith: «No era tan fuerte como creía», dijo de sí mismo. «Es una prueba inhumana. Nunca más; es algo que sólo se puede hacer una vez en la vida»..., si se tiene suerte de poder contarlo. Y José Luis pudo, recogiéndolo todo en su libro titulado El último desafío.  
En 1996 el rey Juan Carlos I le impuso la Medalla al Mérito.
Su cuarta vuelta al mundo fue a bordo de una réplica modernizada y con motor de auxilio, de la histórica nao Victoria. Eso sí, nada de soledad. Para la ocasión, se ha rodeado de un grupo de 20 personas, entre expertos marineros y científicos, que harán la ruta siguiendo la huella del más importante marino vasco, de su tierra, Juan Sebastián Elcano. Esta réplica se construyó para la Exposición Universal de Sevilla (1992), por la Fundación Nao Victoria. 
La escuela de vela del Real Club Marítimo del Abra y Real Sporting Club en Guecho lleva su nombre.